# John Little
John Lindsay Little (29. november 1942 i Cambridge – 27. april 2001 i Göteborg) var en skotsk-dansk omrejsende kunstner og aids-forbryder.
Han er fortrinsvis kendt i offentligheden som "hiv-manden".
Han blev kendt, da medierne i Danmark og Sverige kunne afsløre, at han som aids-patient bevidst havde smittet talrige kvinder med HIV. Han insisterede på ubeskyttet sex, selv om han var klar over sin egen sygdom og undergik behandling.
Han blev i 2001 ved retten i Göteborg dømt til syv års fængsel og en million-erstatning for sine forbrydelser, men hængte sig selv, før han nåede at afsone.
Forsøg på at få ham dømt i Danmark havde ingen effekt, da det i Danmark ikke er ulovligt at sprede livsfarlig smitte, medmindre ofrene dør inden for 10-15 år. Med datidens medicin kunne de fleste hiv-smittede leve i cirka 20 år, efter de var blevet smittet. Han blev anholdt under et besøg i Sverige, da flere svenske kvinder, som han havde smittet, anmeldte ham til Politiet.
John Little ernærede sig som rejsende kunstner. Han boede rundt omkring i landet i skurvogne og fiskehuse og var i øvrigt en af drivkræfterne bag karnevallet i København.